# Matchless Model 35/D3
Het Matchless Model 35/D3 was een motorfiets die het Britse merk Matchless in 1935 produceerde.

## Model 35/D3
Het getal "35" in de typenaam duidt op het jaartal 1935. Matchless gebruikte in de tweede helft van de jaren dertig voor vrijwel elk model elk jaar deze aanduiding. Het Model 35/D3 werd in 1936 opgevolgd door het Model 36/G3. Het Model 35/D3 had een "Lo-Ex" aluminium zuiger. De cilinder helde zoals bij alle 1935-modellen ongeveer 25º voorover en had een dubbele uitlaatpoort ("Twin Port") en daarom ook twee uitlaten. Standaard waren die laag geplaatst, maar omdat het een sportmotor betrof konden klanten zonder meerprijs ook kiezen voor swept back pipes, naar de mode van die tijd. De boring bedroeg 69 mm, de slag 93 mm. Deze was daarmee gelijk aan de 500cc-modellen 35/D80 en 35/D90. Het was een exteem lange slag motor, mede verantwoordelijk voor de bijnaam "Plumstead Stamper". De smering geschiedde met een dry-sumpsysteem waarvan het 1,7-liter olietankje onder het zadel zat. Dit rechthoekige model verdween in 1936, net als het leren gereedschapstasje, dat nu nog aan de onderste buis van het achterframe zat. De vierversnellingsbak was nog handgeschakeld, maar voor 12 shilling en 6 pence kon men voetschakeling bestellen. De primaire ketting liep in een oliebad, de secundaire ketting in een open kettingkast. Op het voorste kettingtandwiel zat een transmissiedemper. De machine had al een moderne middenbok, maar ook nog een ouderwetse voorwielstandaard. De Girder-parallellogramvork was voorzien van drie frictiedempers: twee schokdempers en een stuurdemper. De machine kostte 49 pond en 15 shilling. Voor dat geld kreeg de koper ook een Lucas magdyno, elektrische verlichtingsset en elektrische claxon en verchroomde velgen, maar voor een afneembare bagagedrager moest 15 shilling worden betaald.

## Model 35/D3 De Luxe
Het Model 35/D3 De Luxe was uitgevoerd met verchroomde randjes langs de spatborden, een grotere koplamp, een snelheidsmeter, een oliepeilindicator, een ontstekingsschakelaar en een verlicht instrumentenpaneel op het stuur.